# Godfrey Harold Hardy
Godfrey Harold Hardy (Cranleigh, 7 februari 1877 – Cambridge, 1 december 1947) was een Brits wiskundige.

## Samenvatting
Hardy hield zich vooral bezig met getaltheorie en schreef er enkele standaardwerken over. In 1915 bewees hij, dat oneindig veel nulpunten van de Riemann-zèta-functie op de kritische lijn Re(z) = 1/2 liggen, een belangrijke stap in de richting van de Riemann-hypothese.
Hij was de eerste die de wiskundige genialiteit van Ramanujan erkende. In een interview met Paul Erdős werd Hardy gevraagd wat hijzelf zijn belangrijkste bijdrage aan de wiskunde vond. Zonder aarzelen noemde hij zijn ontdekking van Ramanujan als zijn belangrijkste wapenfeit.
Hij werkte veel samen met John Edensor Littlewood.
Hardy is buiten de wiskunde vooral bekend om zijn essay uit 1940 A Mathematician's Apology waarin hij voor een niet-wiskundig publiek inzicht geeft in de geest van een wiskundige als deze aan het werk is.

## Biografie
Hardy werd geboren in 1877 als zoon van een onderwijzersechtpaar. Beide ouders hadden grote interesse in wiskunde en Hardy's capaciteiten werden ook al vroeg zichtbaar. Op de leeftijd van twee jaar schreef hij al getallen op die in de miljoenen gingen. Als ze naar de kerk gingen amuseerde hij zich met het ontbinden in priemfactoren van de nummers van de psalmen die werden gezongen. Na zijn middelbare school ging Hardy wiskunde op de universiteit van Cambridge studeren waar hij in 1903 cum laude slaagde. Hij gaf van 1906 tot 1919 college aan de Universiteit van Cambridge, stapte daarna over naar Oxford, maar keerde in 1931 terug naar Cambridge en bleef daar tot zijn overlijden college geven.

### Persoonlijk
Hardy is nooit getrouwd geweest maar had wel hechte vriendschappen met onder anderen Bertrand Russell, George Edward Moore, John Maynard Keynes en ook met zijn 'ontdekking' Ramanujan. Hij noemde zijn samenwerking met Ramanujan 'het enige romantische incident in mijn leven'. Hij werd in zijn laatste jaren, toen zijn gezondheid verslechterde, door zijn zuster verzorgd. Verder was Hardy een groot liefhebber van cricket. Hardy moest al vroeg niets hebben van het instituut kerk en werd later in zijn leven atheïst. Zijn karakter was vanaf zijn jeugd erg verlegen. Op volwassen leeftijd verbeterde dit wel maar zijn sociale omgang, met andere mensen buiten zijn vrienden- en kennissenkring, bleef moeizaam. Door sommigen werd Hardy als koud en excentriek beschreven. Hij had een hekel aan openbaar eerbetoon zoals het in ontvangst nemen van de prijzen die hij voor zijn wetenschappelijke verdiensten kreeg uitgereikt.

## Werk
Hardy wordt gecrediteerd met het hervormen van het Britse wiskundeonderwijs door daar meer strengheid in aan te brengen. Al eerder was dat een kenmerk van de Franse, Zwitserse en Duitse wiskunde. Britse wiskundigen waren tot in zijn jeugd in de ban van de reputatie van Isaac Newton (zie Cambridge Mathematical Tripos), grotendeels in de traditie van de toegepaste wiskunde blijven hangen. Hardy zat op dezelfde lijn als de cours d'analyse, de methode van wiskundeonderwijs die dominant was in Frankrijk. Hardy was een agressief promotor van het concept van de zuivere wiskunde. Hij zette zich in het bijzonder af tegen de hydrodynamica, dat een belangrijk onderdeel van het wiskundeonderwijs in Cambridge vormde.
Vanaf 1911 werkte hij samen met J.E. Littlewood. De twee werkten nauw samen in onderzoek aan de wiskundige analyse en de analytische getaltheorie. Dit leidde tot kwantitatieve vooruitgang in het probleem van Waring, als onderdeel van de Hardy-Littlewood-cirkelmethode, zoals dit bekend kwam te staan. In de priemgetaltheorie bewezen zij resultaten en een aantal opmerkelijke voorwaardelijke resultaten. Dit was een belangrijke factor in de ontwikkeling van de getaltheorie als een systeem van vermoedens; voorbeelden zijn het eerste- en het tweede vermoeden van Hardy-Littlewood. De samenwerking tussen Hardy en Littlewood is een van de meest succesvolle en bekende in de wiskundige geschiedenis. In een lezing in 1947, vertelde de Deense wiskundige Harald Bohr dat een collega zou hebben gezegd, "Tegenwoordig zijn er slechts drie echt goede Engelse wiskundigen: Hardy, Littlewood en Hardy-Littlewood."
Hardy staat ook bekend om het formuleren van de Wet van Hardy-Weinberg, een basisprincipe in de populatiegenetica, dat hij onafhankelijk van Wilhelm Weinberg in 1908 opstelde. Hij speelde cricket met de geneticus Reginald Punnett die het probleem aan hem voorlegde en Hardy werd daarmee onbewust de stichter van een tak van toegepaste wiskunde.
Zijn verzamelde werken zijn in zeven delen gepubliceerd door de Oxford University Press.